# Francis Jimenez
Pour les articles homonymes, voir Jimenez.
 (février 2013).
Si vous disposez d'ouvrages ou d'articles de référence ou si vous connaissez des sites web de qualité traitant du thème abordé ici, merci de compléter l'article en donnant les références utiles à sa vérifiabilité et en les liant à la section « Notes et références ».
Francis Jimenez né le 2 avril 1941 à Givors (Rhône) et mort le 20 juillet 2017 à Randan (Puy-de-Dôme), est un joueur français de rugby à XV évoluant au poste de demi d'ouverture. 
Il mesure 1,80 m pour 76 kg et joue avec le RC Vichy à partir de 1964 puis en tant qu'entraineur. Il conduisit le club au titre de champion de France de division 2 en 1987.